# La Hérelle
La Hérelle est une commune française située dans le département de l'Oise en région Hauts-de-France.

## Géographie

### Description
Louis Graves indiquait en 1843 que La Hérelle était alors une « petite commune traversée, au tiers inférieur de son étendue, par un vallon qui descend au nord-ouest vers la vallée de la Noye. Des terres labourables occupent la faible partie située au sud-ouest du ravin; l'autre section est couverte presque entièrement par la foret dite de La Hérelle.
Le village constitue une rue longue et sinueuse, pratiquée sur la roche dans l'axe du vallon ».

### Communes limitrophes
Les communes limitrophes sont  Chepoix, Gannes, Mory-Montcrux, Plainville, Sains-Morainvillers et Welles-Pérennes.
| Chepoix       |            | Plainville          |
| Mory-Montcrux | La Hérelle | Welles-Pérennes     |
|               | Gannes     | Sains-Morainvillers |

### Hydrographie
La commune est située dans le bassin Artois-Picardie. Elle n'est drainée par aucun cours d'eau.

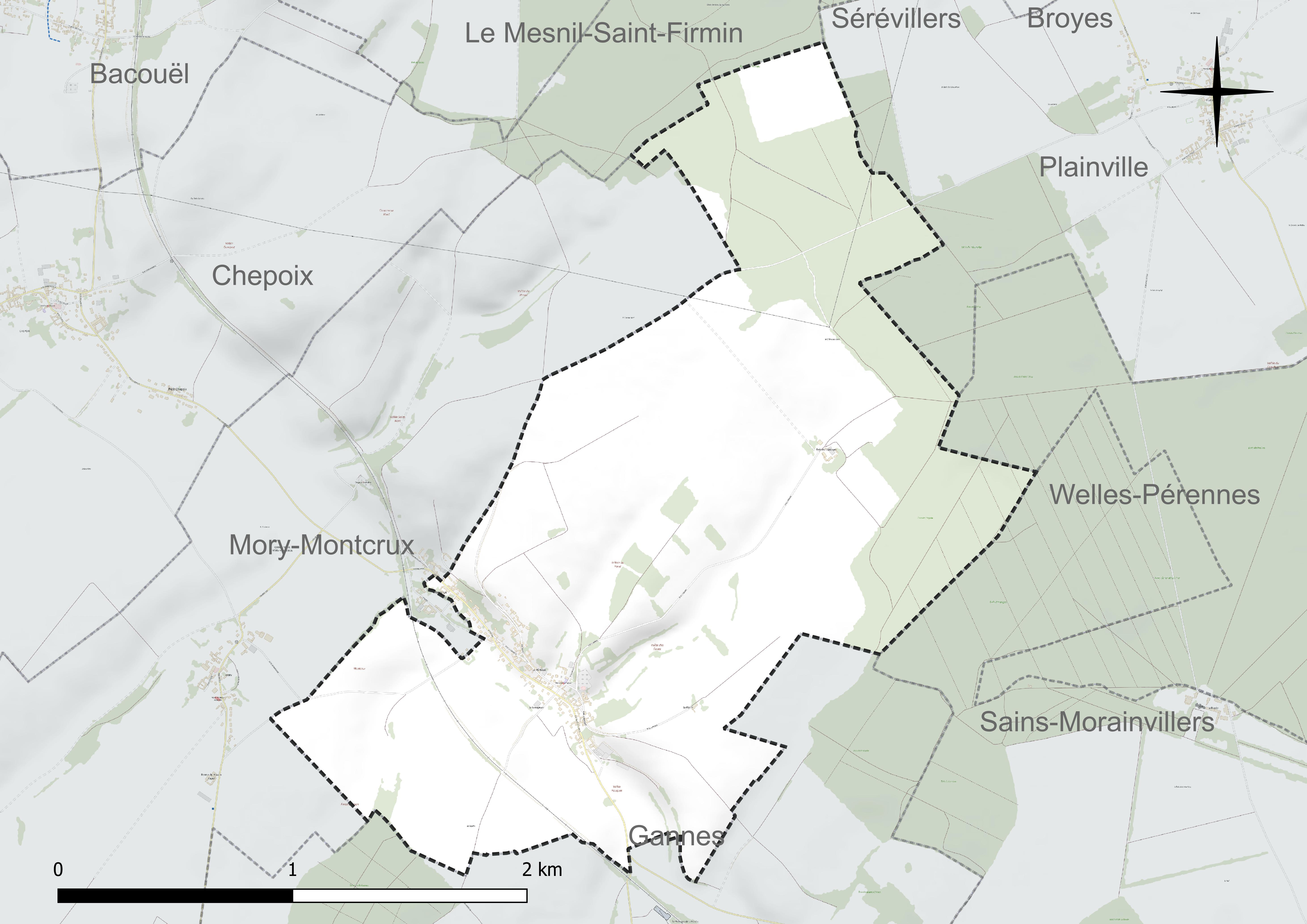
Réseau hydrographique de la Hérelle.

### Climat
Pour des articles plus généraux, voir Climat des Hauts-de-France et Climat de l'Oise.
En 2010, le climat de la commune est de type climat océanique dégradé des plaines du Centre et du Nord, selon une étude du CNRS s'appuyant sur une série de données couvrant la période 1971-2000. En 2020, Météo-France publie une typologie des climats de la France métropolitaine dans laquelle la commune est exposée à un climat océanique et est dans la région climatique Nord-est du bassin Parisien, caractérisée par un ensoleillement médiocre, une pluviométrie moyenne régulièrement répartie au cours de l'année et un hiver froid (3 °C).
Pour la période 1971-2000, la température annuelle moyenne est de 10,2 °C, avec une amplitude thermique annuelle de 14,4 °C. Le cumul annuel moyen de précipitations est de 688 mm, avec 11,3 jours de précipitations en janvier et 8,1 jours en juillet. Pour la période 1991-2020, la température moyenne annuelle observée sur la station météorologique la plus proche, située sur la commune de Rouvroy-les-Merles à 8 km à vol d'oiseau, est de 10,7 °C et le cumul annuel moyen de précipitations est de 647,9 mm,. Pour l'avenir, les paramètres climatiques de la commune estimés pour 2050 selon différents scénarios d'émission de gaz à effet de serre sont consultables sur un site dédié publié par Météo-France en novembre 2022.

## Urbanisme

### Typologie
Au 1er janvier 2024, La Hérelle est catégorisée commune rurale à habitat dispersé, selon la nouvelle grille communale de densité à sept niveaux définie par l'Insee en 2022.
Elle est située hors unité urbaine et hors attraction des villes,.

### Occupation des sols

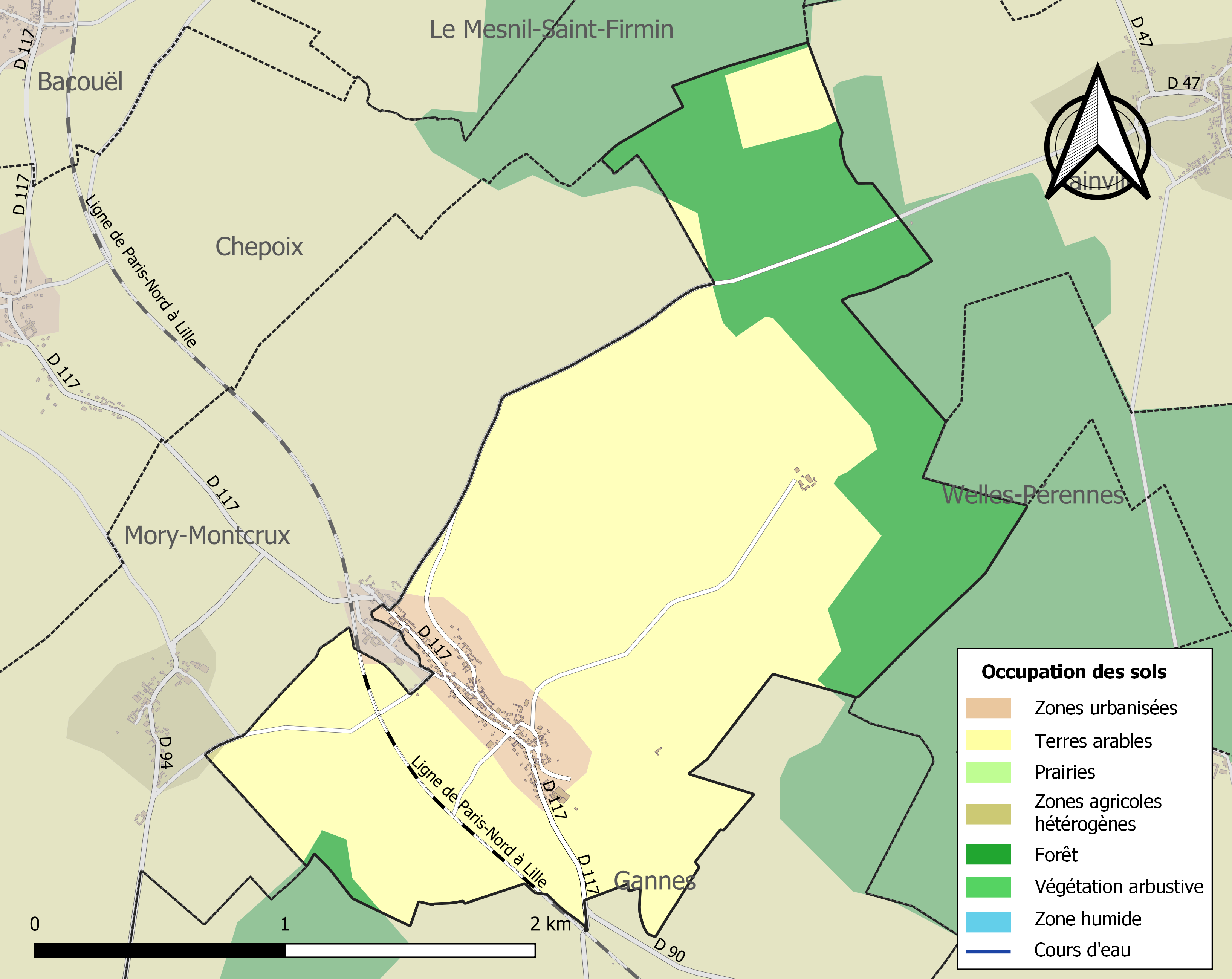
Carte des infrastructures et de l'occupation des sols de la commune en 2018 (CLC).

L'occupation des sols de la commune, telle qu'elle ressort de la base de données européenne d'occupation biophysique des sols Corine Land Cover (CLC), est marquée par l'importance des territoires agricoles (70,3 % en 2018), une proportion identique à celle de 1990 (70,3 %). La répartition détaillée en 2018 est la suivante : 
terres arables (70,3 %), forêts (24,3 %), zones urbanisées (5,4 %). L'évolution de l'occupation des sols de la commune et de ses infrastructures peut être observée sur les différentes représentations cartographiques du territoire : la carte de Cassini (XVIIIe siècle), la carte d'état-major (1820-1866) et les cartes ou photos aériennes de l'IGN pour la période actuelle (1950 à aujourd'hui).

### Habitat et logement
En 2018, le nombre total de logements dans la commune était de 122, alors qu'il était de 106 en 2013 et de 97 en 2008.
Parmi ces logements, 83 % étaient des résidences principales, 8,5 % des résidences secondaires et 8,5 % des logements vacants. Ces logements étaient pour 98,3 % d'entre eux des maisons individuelles et pour 0,8 % des appartements.
Le tableau ci-dessous présente la typologie des logements à la La Hérelle en 2018 en comparaison avec celle de l'Oise et de la France entière. Une caractéristique marquante du parc de logements est ainsi une proportion de résidences secondaires et logements occasionnels (8,5 %) supérieure à celle du département (2,5 %) mais comparable à celle de la France entière (9,7 %). Concernant le statut d'occupation de ces logements, 81,8 % des habitants de la commune sont propriétaires de leur logement (83,2 % en 2013), contre 61,4 % pour l'Oise et 57,5 % pour la France entière.
| Typologie                                               | La Hérelle | Oise | France entière |
| ------------------------------------------------------- | ---------- | ---- | -------------- |
| Résidences principales (en %)                           | 83         | 90,4 | 82,1           |
| Résidences secondaires et logements occasionnels (en %) | 8,5        | 2,5  | 9,7            |
| Logements vacants (en %)                                | 8,5        | 7,1  | 8,2            |

### Voies de communication et transports
La commune est traversée par la ligne de Paris-Nord à Lille, mais la station de chemin de fer la plus proche est la gare de Gannes, desservie par des trains TER Hauts-de-France assurant des missions entre les gares de Paris-Nord et d'Amiens.
La commune est desservie, en 2023, par les lignes 619, 624, 6122 et 6304 du réseau interurbain de l'Oise.

## Toponymie
Le nom de la localité est attesté sous les formes Herella (1199) ; de Harelloe (1199) ; de harella (vers 1200) ; Herele (1228) ; Herele Fosse Theobaldi (vers 1240) ; sires de Hairele (1248) ; la harele (1289) ; Osmundi de Harella (XIIIe) ; le Herele (1311) ; la Herielle (1358) ; forteresse de le herele (1359) ; la Harelle (XIVe) ; le chastel de la herelle (1359) ; la herelle (1374) ; la Hérelle (XVIe) ; la Chérelle (XIVe) ; Laherelle (XVIe) ; Herelle (1667).
Nom d'un château, forteresse importante qui joua un grand rôle dans les guerres des XIVe XVe siècles, et d'une forêt.
La Hérelle correspond à une prononciation locale de la forme francisée de l'érable, exemples tels que l'héraule à Songeons et à Essuiles, l'Hérauble à Ourcel-Maison, qui semble être qu'une variante graphique. D'après l'étude de M. Lebègue sur les parlers de la Hérelle (Nos parlers du Nord, 1961-1962). Les noms d'arbres sont encore souvent féminin en picard.

## Histoire

### Moyen-Âge
Louis Graves indiquait « La Hérelle était dans l'origine un domaine royal dont Philippe-Auguste fit présent en 1199 à Barthélemy de Roye qui lui avait rendu des services signalés, et qui devint en 1209 chambrier de France. Alix de Roye sa fille aînée apporta cette seigneurie en dot en 1214 à Raoul de Nesle seigneur de Flavy, de la maison duquel elle passa dans celle de Pecquigny, par le mariage do Béatrix de Nesle avec Ferry de Pecquigny seigneur d'Ailly-sur-Somme.
Marguerite do Pecquigny leur petite-fille et héritière, épousa en 1360 Hugues de Melun seigneur d'Antoing et d'Epinoy qui fut ainsi seigneur de La Hérelle. Isabelle de Melun leur fille s'étant mariée à Bertrand seigneur de La Bouverie ; ils cédèrent ensemble en 1396 cette terre à Louis duc de Bourbon et comte de Clermont en Beauvoisis.
La Hérelle devint alors une châtellenie du comté, comprenant dans son ressort la paroisse de Mory-Maucrux. »

### Temps modernes
Selon la même source, « le connétable de Bourbon vendit le vingt-quatre mai 1517  la châtellenie à Jeanne de Poix veuve de Raoul de Lannoy, mais cette aliénation ne tint guère, et Henri II rentré en possession de La llérelle, en donna l'usufruit, dabord à Madeleine de la Suze veuve de Joachim de la Bretonnière seigneur de Warty, puis à la reine Catherine de Médicis.
La terre fut engagée en 1569 au duc de Brunswick avec le comté de Clermont, et suivit depuis la fortune de ce comté.
La seigneurie relevait du fief des grandes Tournelles de Montdidier, possédé par la maison du Soyécourt ».
Durant les Guerres de Religion, le village est brûlé par les Espagnols dans l'invasion do 1656. La forteresse était située entre le village et la forêt au-dessus de l'église.

### Époque contemporaine
La commune, instituée lors de la Révolution française, absorbe fugacement de 1825 à 1833 celle de Mory-Montcrux.
En 1843, on trouvait dans l'étendue du territoire communal deux moulins à vent, une tuilerie, une brasserie, une sucrerie de betteraves, une fabrique de vinaigre, une distillerie, qui appartenaient tous à M. Bazin, qui dirigeait également une « exploitation agricole perfectionnée ».

## Politique et administration

### Rattachements administratifs et électoraux
La commune se trouve dans l'arrondissement de Clermont du département de l'Oise. Pour l'élection des députés, elle fait partie de la première circonscription de l'Oise.
Elle faisait partie depuis 1801 du canton de Breteuil. Dans le cadre du redécoupage cantonal de 2014 en France, la commune rejoint le canton de Saint-Just-en-Chaussée.

### Intercommunalité
La commune faisait partie de la communauté de communes des Vallées de la Brèche et de la Noye créée fin 1992.
Dans le cadre des dispositions de la loi portant nouvelle organisation territoriale de la République (Loi NOTRe) du 7 août 2015, qui prévoit que les établissements publics de coopération intercommunale (EPCI) à fiscalité propre doivent avoir un minimum de 15 000 habitants, le préfet de l'Oise a publié en octobre 2015 un projet de nouveau schéma départemental de coopération intercommunale, qui prévoit la fusion de plusieurs intercommunalités, et notamment celle de Crèvecœur-le-Grand (CCC) et celle des Vallées de la Brèche et de la Noye (CCVBN), soit une intercommunalité de 61 communes pour une population totale de 27 196 habitants.
Après avis favorable de la majorité des conseils communautaires et municipaux concernés, cette intercommunalité dénommée communauté de communes de l'Oise picarde et dont la commune est désormais membre, est créée au 1er janvier 2017.

### Liste des maires
| Période  | Période                   | Identité                         | Étiquette | Qualité                                                             |
| -------- | ------------------------- | -------------------------------- | --------- | ------------------------------------------------------------------- |
|          | 1815                      | Antoine Gérard                   |           |                                                                     |
| 1815     | 1819                      | Jean-Baptiste Demasure           |           |                                                                     |
| 1819     | 1829                      | Jacques Dumont                   |           |                                                                     |
| 1829     | 1834                      | Jean-Baptiste Blangy             |           |                                                                     |
| 1834     | 1847                      | Pierre Nicolas Morel             |           |                                                                     |
| 1847     | 1848                      | Jean-Baptiste Demasure           |           |                                                                     |
| 1848     | 1848                      | Benjamin Ducastel                |           |                                                                     |
| 1848     | 1871                      | Rigobert Victorice Boitel        |           |                                                                     |
| 1871     | 1871                      | Guillaume Lucien Farce           |           |                                                                     |
| 1871     | 1879                      | Louis Mahé                       |           |                                                                     |
| 1879     | 1881                      | Nicolas Senechal                 |           |                                                                     |
| 1881     | 1896                      | Victorice Boitel                 |           |                                                                     |
| 1896     | 1900                      | Joseph Grigaut                   |           |                                                                     |
| 1900     | 1925                      | Eleonor Martial Senechal         |           |                                                                     |
| 1925     | 1929                      | Honorat Prosper Eleonor Senechal |           |                                                                     |
| 1929     | 1944                      | Arsène Decaix                    |           |                                                                     |
| 1944     | 1946                      | Jules Eugène Gerbe               |           |                                                                     |
| 1946     | 1971                      | Albert Coullare                  |           |                                                                     |
| 1971     | 1989                      | Léandre Degouy                   |           |                                                                     |
| 1989     | mai 2020                  | François Sence                   |           | Agriculteur Vice-président de la CC de l'Oise Picarde (2017 → 2018) |
| mai 2020 | En cours (au 6 juin 2023) | Simon Callais                    |           | Ouvrier retraité                                                    |

## Population et société

### Démographie

#### Évolution démographique
L'évolution du nombre d'habitants est connue à travers les recensements de la population effectués dans la commune depuis 1793. Pour les communes de moins de 10 000 habitants, une enquête de recensement portant sur toute la population est réalisée tous les cinq ans, les populations de référence des années intermédiaires étant quant à elles estimées par interpolation ou extrapolation. Pour la commune, le premier recensement exhaustif entrant dans le cadre du nouveau dispositif a été réalisé en 2005.

En 2022, la commune comptait 238 habitants, en stagnation par rapport à 2016 (Oise : +0,87 %, France hors Mayotte : +2,11 %).
| 1793 | 1800 | 1806 | 1821 | 1831 | 1836 | 1841 | 1846 | 1851 |
| ---- | ---- | ---- | ---- | ---- | ---- | ---- | ---- | ---- |
| 355  | 382  | 422  | 380  | 633  | 422  | 419  | 394  | 394  |

| 1856 | 1861 | 1866 | 1872 | 1876 | 1881 | 1886 | 1891 | 1896 |
| ---- | ---- | ---- | ---- | ---- | ---- | ---- | ---- | ---- |
| 340  | 366  | 367  | 332  | 328  | 280  | 301  | 263  | 258  |

| 1901 | 1906 | 1911 | 1921 | 1926 | 1931 | 1936 | 1946 | 1954 |
| ---- | ---- | ---- | ---- | ---- | ---- | ---- | ---- | ---- |
| 278  | 273  | 239  | 214  | 213  | 210  | 185  | 199  | 220  |

| 1962 | 1968 | 1975 | 1982 | 1990 | 1999 | 2005 | 2006 | 2010 |
| ---- | ---- | ---- | ---- | ---- | ---- | ---- | ---- | ---- |
| 165  | 173  | 148  | 148  | 153  | 162  | 181  | 178  | 189  |

| 2015 | 2020 | 2022 | - | - | - | - | - | - |
| ---- | ---- | ---- | - | - | - | - | - | - |
| 237  | 236  | 238  | - | - | - | - | - | - |

#### Pyramide des âges
La population de la commune est relativement jeune.
En 2018, le taux de personnes d'un âge inférieur à 30 ans s'élève à 39,8 %, soit au-dessus de la moyenne départementale (37,3 %). À l'inverse, le taux de personnes d'âge supérieur à 60 ans est de 19,9 % la même année, alors qu'il est de 22,8 % au niveau départemental.
En 2018, la commune comptait 119 hommes pour 122 femmes, soit un taux de 50,62 % de femmes, légèrement inférieur au taux départemental (51,11 %).
Les pyramides des âges de la commune et du département s'établissent comme suit.
| Hommes | Classe d’âge | Femmes |
| ------ | ------------ | ------ |
| 0,0    | 90 ou +      | 0,0    |
| 6,8    | 75-89 ans    | 8,4    |
| 12,0   | 60-74 ans    | 12,6   |
| 18,8   | 45-59 ans    | 17,6   |
| 28,2   | 30-44 ans    | 16,0   |
| 14,5   | 15-29 ans    | 19,3   |
| 19,7   | 0-14 ans     | 26,1   |

| Hommes | Classe d’âge | Femmes |
| ------ | ------------ | ------ |
| 0,5    | 90 ou +      | 1,4    |
| 5,5    | 75-89 ans    | 7,6    |
| 15,6   | 60-74 ans    | 16,3   |
| 20,8   | 45-59 ans    | 20     |
| 19,4   | 30-44 ans    | 19,4   |
| 17,6   | 15-29 ans    | 16,2   |
| 20,6   | 0-14 ans     | 19,1   |

## Culture locale et patrimoine

### Lieux et monuments
- Église Saint-Nicolas (XVIe siècle) : construite en pierres et briques, elle est restaurée en 1965 après l'écroulement de son chœur pour vétusté en 1940. La nef subsistante est constituée de deux travées qui communiquent avec les bas-côtés par deux arcades brisées retombant au centre sur une pile circulaire. Le clocher surmonte le porche constitué par une courte travée.
La charpente en chêne porte gravée en plein bois trois fleurs de lys, armes des Condé. On y trouve une statue en bois peint du XVIe siècle représentant une Vierge à l'Enfant, classée monument historique[33], ainsi qu'une cuve baptismale en pierre d'exécution très grossière et à la date incertaine[34].

- Fossés et retranchement de l'ancien château : ils sont cités par Froissart en 1358. Ils appartenait à Jean de Picquigny, qui fut étranglé par son chambellan dans ce château.

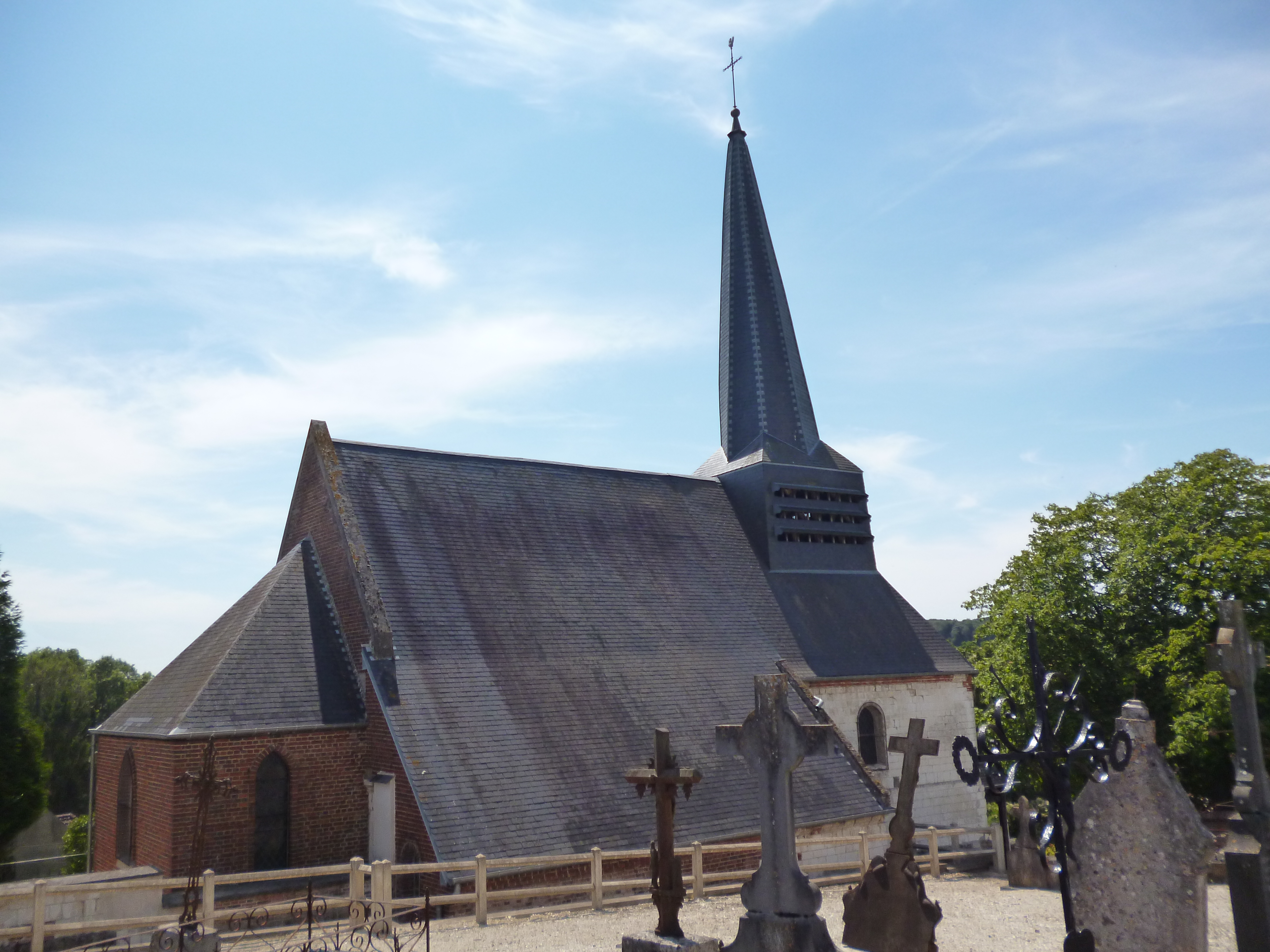
L'église Saint-Nicolas.
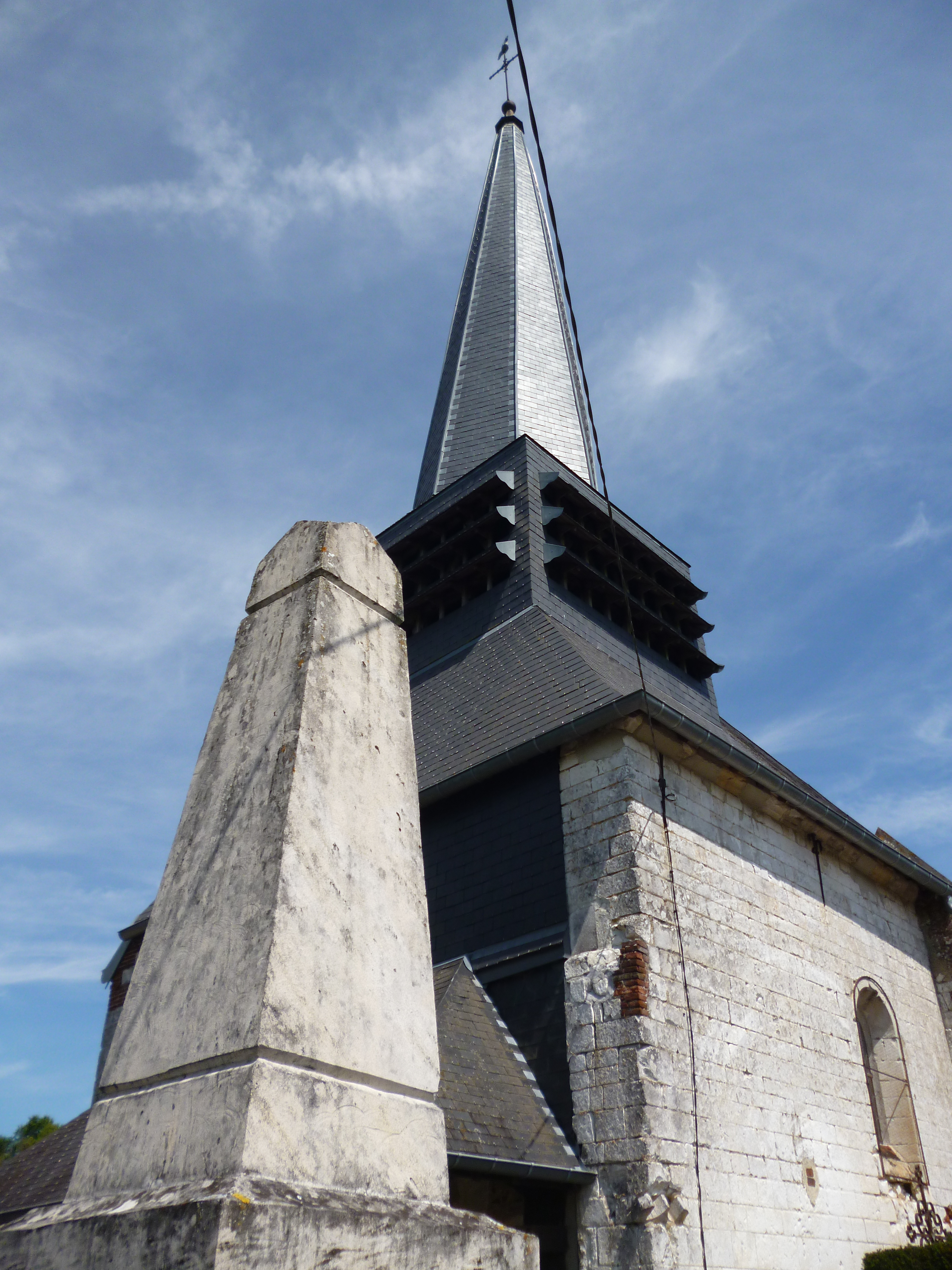
L'église Saint-Nicolas avec le monument aux morts.
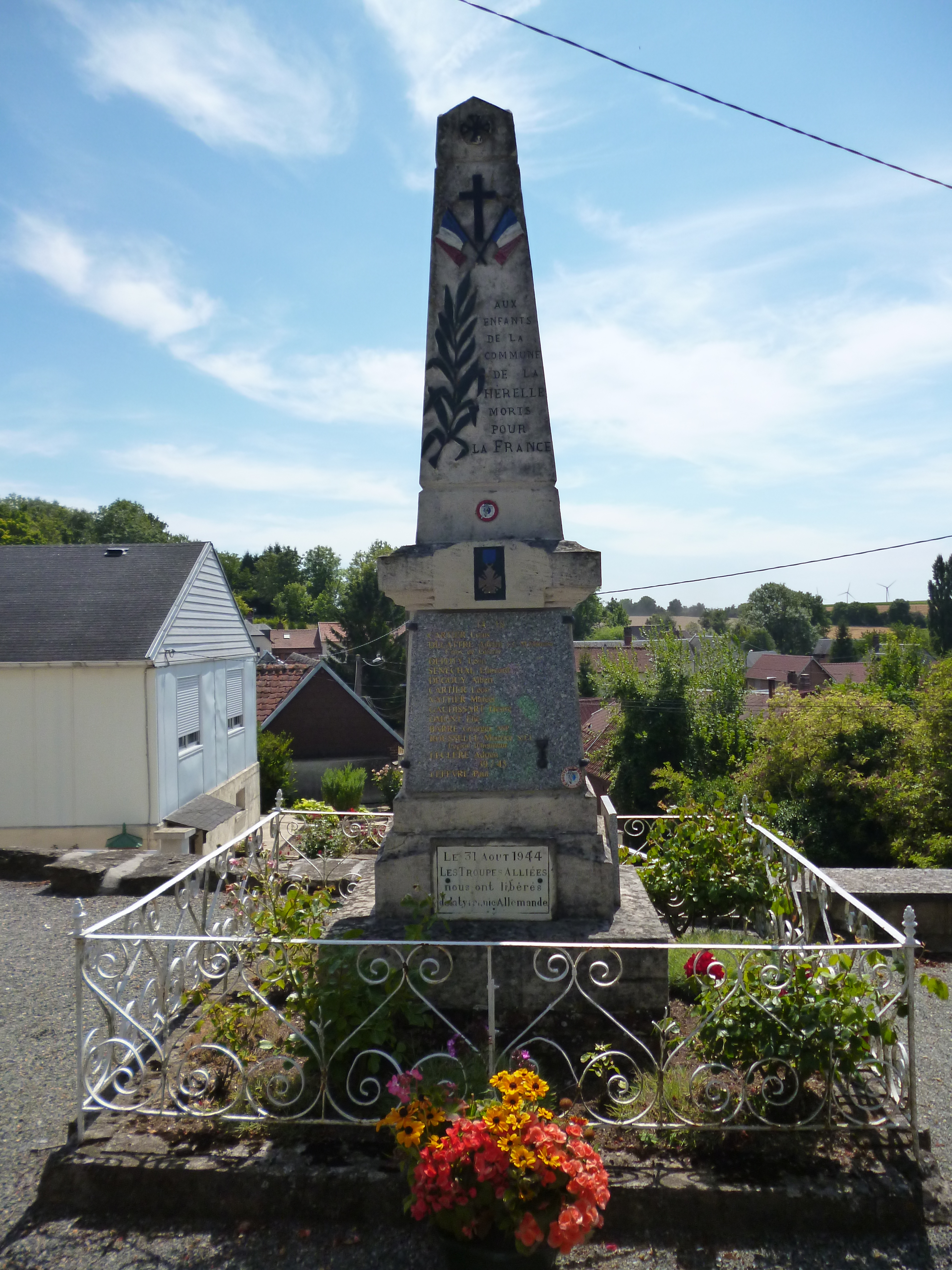
Monument aux morts.
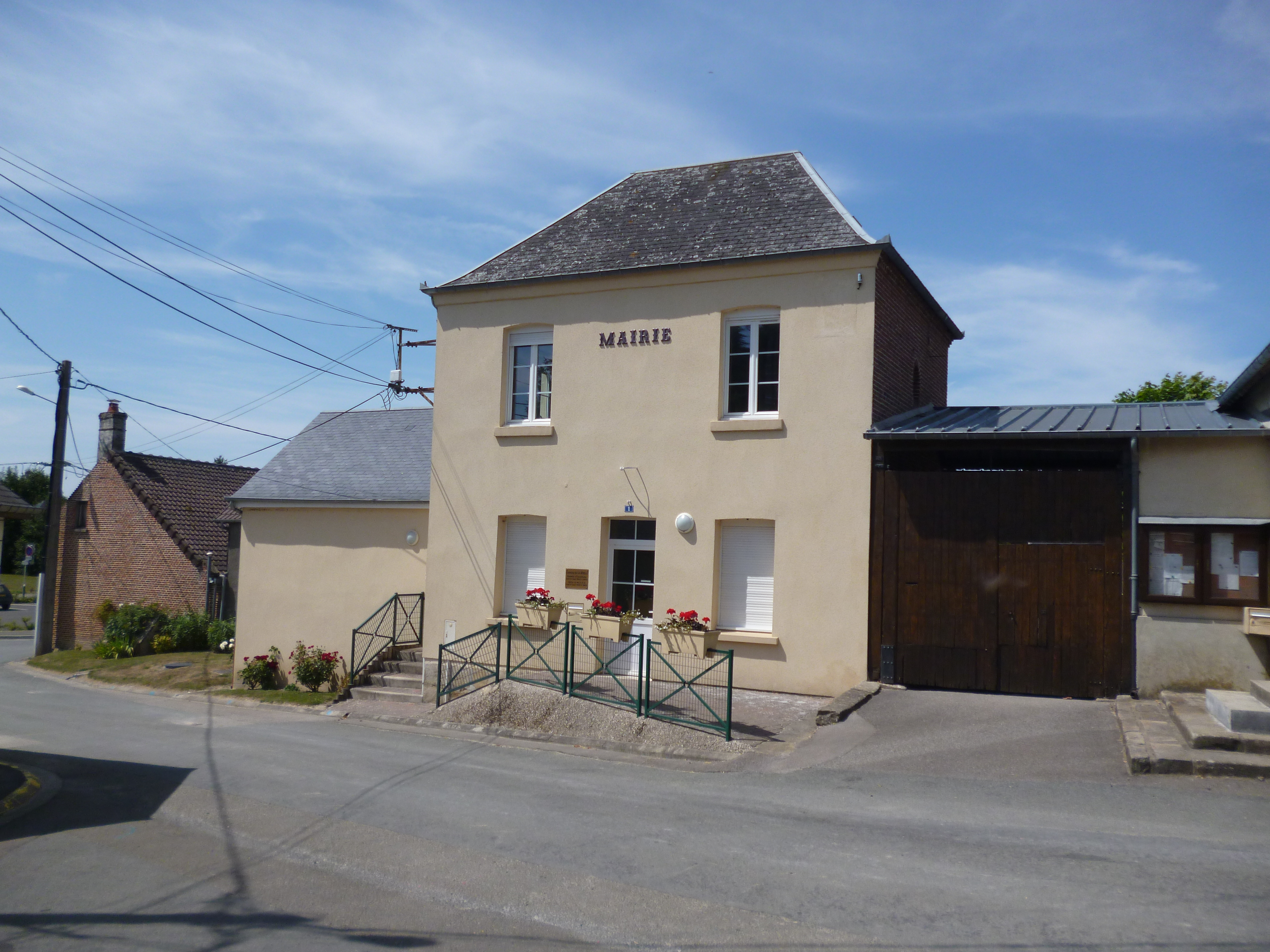
La mairie.
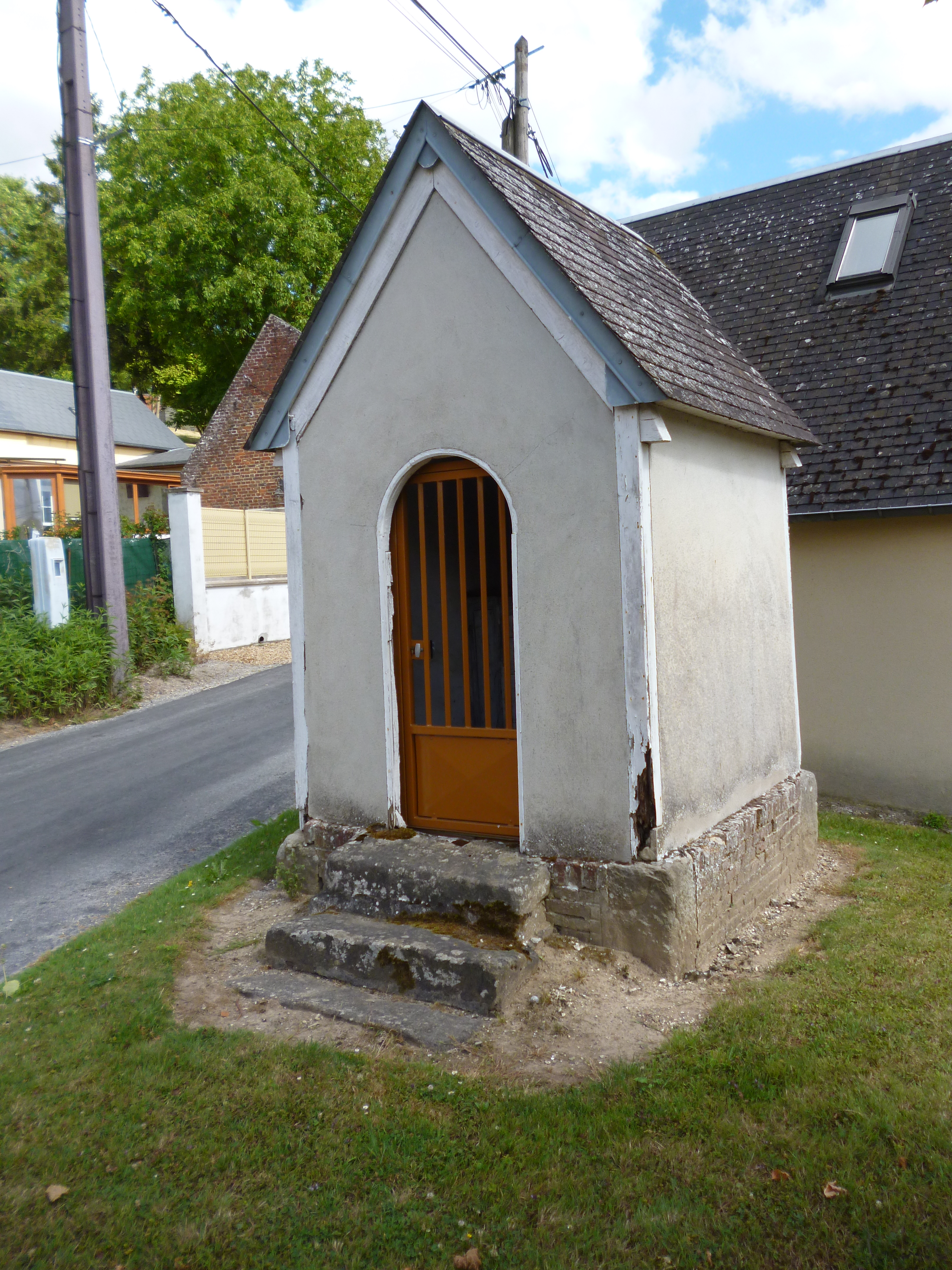
Petite chapelle.
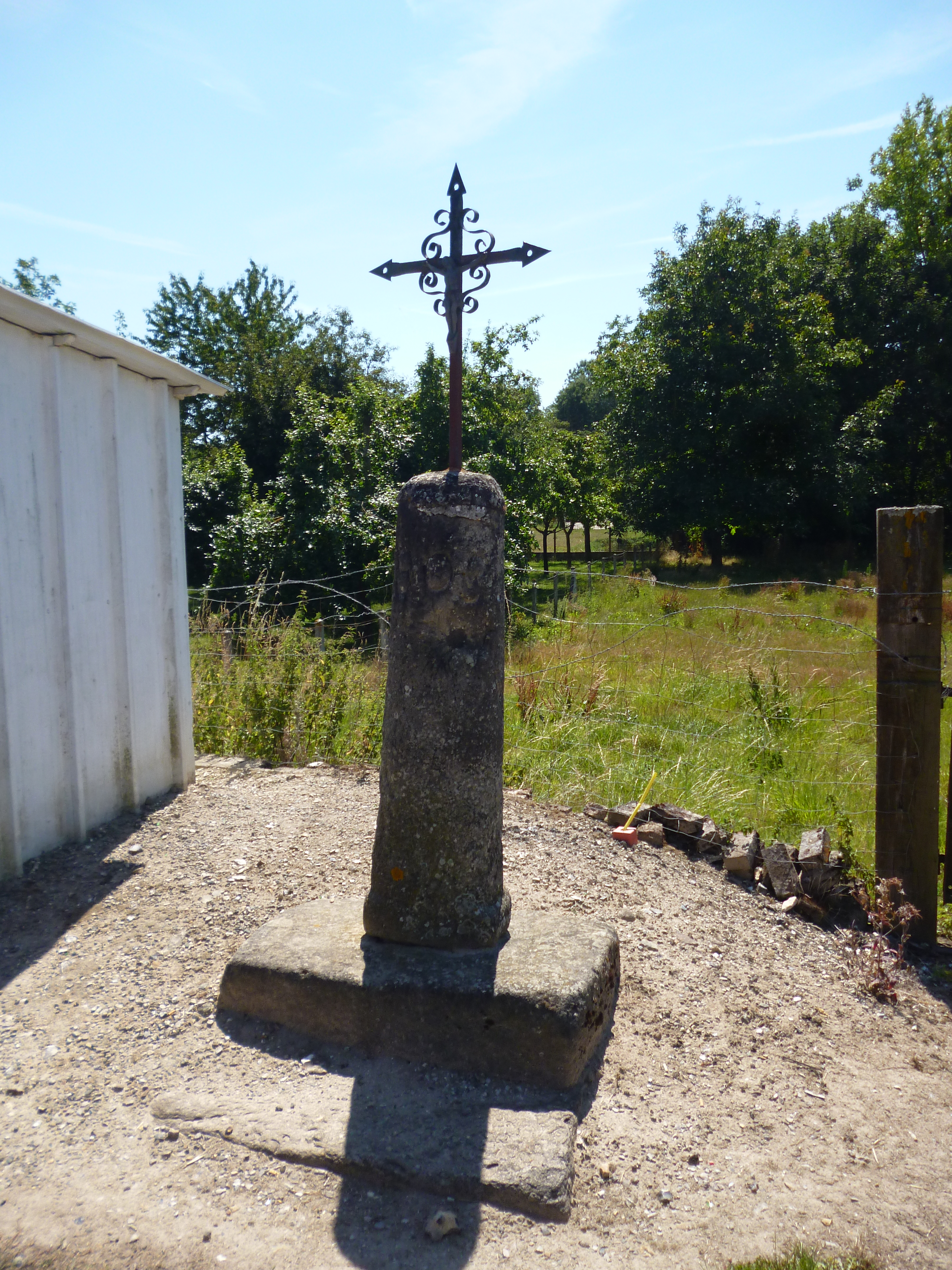
Calvaire situé sur la D 117, à la limite de Mory-Montcrux.

## Pour approfondir